# Heinrich E. Weber
Heinrich Egon Weber (ur. 27 marca 1932 w Osnabrück, zm. 2 maja 2020 w Bramsche) – niemiecki botanik, znany przede wszystkim z prac nad jeżynami.

## Życiorys
W 1962 na Uniwersytecie Hamburskim uzyskał stopień doktora filozofii na podstawie rozprawy muzykologicznej pt. Die Beziehungen zwischen Musik und Text in den lateinischen Motetten Leonard Lechners, a w 1967 na Uniwersytecie w Kilonii stopień doktora nauk przyrodniczych. Od 1973 do emerytury w 2000 pracował na Uniwersytecie w Osnabrück.
Od 1997 przewodniczący Komisji Nomenklatury International Association for Vegetation Science, członek honorowy kilku towarzystw botanicznych, kawaler Krzyża Zasługi na Wstędze (2003), dr h.c. Uniwersytetu w Lüneburgu (2005).

## Prace naukowe

### Ogólny przegląd
Do najważniejszych osiągnięć naukowych Heinricha Webera należy opracowanie konsekwentnej metodologii badań batologicznych, która opierała się między innymi na wzięciu pod uwagę areału rozmieszczenia biotypów jeżyn jako kryterium systematycznego. Biotypom, których najdalsze stanowiska są oddzielone o mniej niż 20 km, nie nadaje się nazw gatunkowych. Tak zwana „reforma Weberowska” stanowiła punkt zwrotny w badaniach nad jeżynami Europy. Weber opracował jeżyny wielu obszarów, w tym Europy Środkowej dla Flory Hegiego (standardowa krytyczna flora niemieckojęzyczna).

### Wybrane publikacje
Pełna lista publikacji H.E. Webera obejmuje co najmniej 190 pozycji. Poniżej podano niektóre większe prace:
- Die Gattung Rubus L. (Rosaceae) im nordwestlichen Europa (1973)[7];
- Revision der Sektion Corylifolii (Gattung Rubus, Rosaceae) in Skandinavien und im nördlichen Mitteleuropa (1981)[8];
- Rubi Westfalici. Die Brombeeren Westfalens und des Raumes Osnabrück (1985)[9];
- A survey of the bramble species (Rubus L. sugbenus Rubus, Rosaceae) in Poland (1991)[10];
- Rubus. W dziele: G. Hegi, Illustrierte Flora von Mitteleuropa (1995)[11];
- Rubus. W dziele: Rothmaler, Exkursionsflora von Deutschland, Kritischer Ergänzungsband (2016)[12].

### Taksony opisane przez H.E. Webera
Według IPNI H.E. Weber jest autorem 198 nazw. Poniżej podano wybrane taksony:
- [Rubus] seria Nessenses H.E.Weber[14];
- [Rubus] seria Anisacanthi H.E.Weber[15];
- [Rubus] seria Hystricopses H.E.Weber[16];
- Rubus ferocior H.E.Weber[17];
- jeżyna frankońska[18] Rubus franconicus H.E.Weber[19];
- Rubus guestphalicoides H.E.Weber[20];
- Rubus pseudargenteus H.E.Weber[21].

## Upamiętnienie
Na cześć Heinricha E. Webera nazwano pięć gatunków jeżyn, m.in. występującą w Polsce jeżynę Webera Rubus henrici-egonis Holub.